# Iran: Living with the Volcanoes
Iran: Living with the Volcanoes is een Italiaans, Zwitserse documentaire van Mario Casella en Fulvio Mariani  uit het jaar 2012.
In het voorjaar van 2011 ondernam een klein Zwitsers team een ski- en klimexpeditie in het noorden van Iran van de Turkse tot de Afghaanse grens. De belangrijkste voorwaarde van de Iraanse overheid was: geen politiek. Het resultaat is een documentaire over het platteland van Iran in de schaduw van machtige sneeuwbedekte vulkanen en de symbolische politieke vulkaan.

## Prijzen
- International Mountain Film Festival: Best Mountains, Sports and Adventure Film Award 2012
- Trento Film Festival Montagna-Esplorazione-Avventura: IOG Outdoor Spirit” Award 2012

## Festivals
De film was op diverse filmfestivals te zien o.a. op:
- Trento Film Festival 2012
- International Mountain Film Festival 2012
- Dutch Mountain Film Festival 2013